# Goodenia gypsicola
Goodenia gypsicola är en tvåhjärtbladig växtart som beskrevs av D.E. Symon. Goodenia gypsicola ingår i släktet Goodenia och familjen Goodeniaceae. Inga underarter finns listade i Catalogue of Life.